# Cyrkulator optyczny

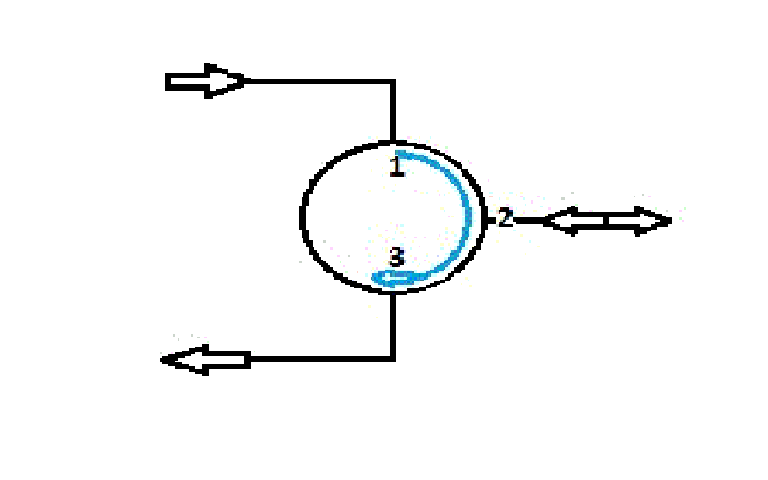
Schemat cyrkulatora optycznego

Cyrkulator optyczny – pasywny przyrząd optyczny, zwykle 3- lub 4-portowy, służący do przełączania sygnałów pomiędzy portami w ustalonej kolejności. W ten sposób osiągana jest wysoka izolacja kierunkowa, jak również nisko-stratna transmisja między określonymi parami portów. Najczęściej stosowanym typem cyrkulatora optycznego jest wersja 3-portowa, transmitująca sygnał z portu 1 do portu 2 oraz z portu 2 do portu 3 oraz blokująca transmisję pomiędzy pozostałymi parami portów. Cyrkulator 3-portowy wykorzystywany jest zwykle do przejścia z odcinka łącza wykorzystującego transmisję dwukierunkową po jednym włóknie światłowodowym na odcinek ze standardową transmisją dwukierunkową po dwóch włóknach.

## Budowa cyrkulatora
Cyrkulatory optyczne wykonane są z zestawu komponentów optycznych, w tym rotatora Faradaya, dwójłomnym krysztale (mającymi dwa współczynniki załamania z jedną osią optyczną), płytce fali i wypychaczu wiązki. Istnieje wiele różnych konstrukcji, ale kluczowa zasada budowy jest podobna jak w przypadku izolatora optycznego. 

## Podział cyrkulatorów
Cyrkulatory optyczne dzielimy na dwie kategorie.
1.Zależny od polaryzacji cyrkulator optyczny, który działa tylko w przypadku światła o określonym stanie polaryzacji.
2. Niezależny od polaryzacji cyrkulator optyczny, który działa niezależnie od stanu polaryzacji światła. Wiadomo, że stan polaryzacji światła nie jest utrzymywany i zmienia się podczas propagacji w standardowym światłowodzie z powodu dwójłomności spowodowanej niedoskonałością włókna. Dlatego większość obiegów optycznych stosowanych w światłowodowych systemach komunikacyjnych zaprojektowano do pracy niezależnej od polaryzacji.
Cyrkulatory optyczne na dwie grupy w oparciu o ich funkcjonalność.
1.Pełny cyrkulator, w którym światło przechodzi przez wszystkie porty w pełnym kole (tj. Światło z ostatniego portu jest przesyłane z powrotem do pierwszego portu). W przypadku pełnego cyrkulatora z trzema portami światło przechodzi z portu 1 do portu 2, port 2 do portu 3, a port 3 z powrotem do portu 1.
2.Quasi-cyrkulator, w którym światło przechodzi kolejno przez wszystkie porty, ale światło z ostatniego portu jest tracone i nie może być przesłane z powrotem do pierwszego portu. W quasi-trój-portowym cyrkulatorze światło przechodzi z portu 1 do portu 2 i portu 2 do portu 3, ale światło z portu 3 jest tracone i nie może być propagowane z powrotem do portu 1.

## Zastosowanie
Cyrkulatory optyczne były pierwotnie stosowane w systemach telekomunikacyjnych w celu zwiększenia przepustowości istniejących sieci. Dzięki wykorzystaniu cyrkulatorów optycznych w dwukierunkowym systemie przesyłowym, przepustowość sieci może być łatwo podwojona bez konieczności stosowania dodatkowych włókien, co staje się coraz bardziej kosztowne. Jednak dzięki szybkiemu rozwojowi technologii komunikacji optycznej i łatwej dostępności tanich i wysokosprawnych pomp cyrkulacyjnych, zastosowania cyrkulatorów optycznych rozszerzyły się nie tylko na przemysł telekomunikacyjny, ale również na obszary wykrywania i obrazowania. Cyrkulatory optyczne stały się szczególnie ważnym elementem w zaawansowanych sieciach optycznych, takich jak sieci DWDM.